# Télescope James Gregory
Le télescope James Gregory a été construit en 1962 par l'université de St Andrews. Il est de conception Schmidt-Cassegrain et est équipé d’une caméra CCD. Le télescope a un très grand champ de vision, comparé même aux conceptions ordinaires à « grand champ », et peut observer 5 degrés carrés.
Le télescope James Gregory est le plus grand télescope optique en activité au Royaume-Uni et est toujours utilisé par l'École de physique et d'astronomie pour la recherche dans le cadre de projets collaboratifs tels que SuperWASP et l’étude des trous noirs supermassifs et de leur impact sur la structure des galaxies.
Le télescope James Gregory porte le nom du mathématicien, astronome et universitaire écossais James Gregory, qui a inventé le télescope grégorien. Il s’agit de la première conception d’un télescope, et elle est antérieure à la conception de Newton ; cependant, Newton est mieux connu car il a produit un exemple fonctionnel (voir le télescope de Newton).
En 2018, ce télescope est reconnu comme le plus grand télescope en service au Royaume-Uni. Il est également reconnu comme le plus grand Schmidt-Cassegrain. Cette conception a été développée par Baker et Linfoot, et un modèle à demi-échelle a également été réalisé au cours de son développement. Il a été estimé que le télescope a coûté environ 1 million de livres sterling à fabriquer, en valeur du début du XXIe siècle.
Le télescope utilise à la fois un miroir et un correcteur, et est capable d'observer jusqu’à 16 degrés, mais a été ajusté après sa mise en service en 1962.
Le télescope a une ouverture de 37 pouces, mais dans la configuration actuelle, environ 35 pouces d'ouverture sont utilisés.

Parcours des rayons lumineux dans un télescope Schmidt-Cassegrain, qui utilise à la fois des miroirs et une lentille mince